# بريت إيدي
بريت إيدي (بالإنجليزية: Brett Eddy)‏ هو لاعب كرة قدم أسترالية أسترالي، ولد في 26 أغسطس 1989 في جيبسلاند في أستراليا.

## وصلات خارجية
- بريت إيدي على موقع AustralianFootball.com (الإنجليزية)
- بريت إيدي على موقع AFLtables.com (الإنجليزية)